# Christoph von Pommern
Christoph von Pommern (lateinisch Christopherus de Pommerania; * um 1475; † wahrscheinlich 1521) war ein unehelicher Sohn von Herzog Bogislaw X. von Pommern und Propst der Kollegiatstifte in Stettin, Greifswald und Güstrow.

## Leben
Christoph war das älteste bekannte Kind von Herzog Bogislaw X. Die Mutter ist unbekannt.
1497 immatrikulierte er sich an der Universität Greifswald. Zu dieser Zeit war er bereits Propst des Marienstiftes in Stettin. 1501 wurde er Propst des Kollegiatstiftes St. Nikolai in Greifswald und 1508 Archidiakon in Usedom. 1510 erhielt er eine Pfründe (Vikarie) an der Kirche des Heiligengeist-Hospitals in Greifswald. 
Um 1514/16 studierte Christoph an der renommierten Universität Bologna Recht, gemeinsam mit dem herzoglichen Rat Valentin Stojentin.
1516 wurde er zum Propst des Kollegiatstiftes in Güstrow ernannt. Außerdem hatte er eine Pfründe an der Pfarrkirche in Voigdehagen bei Stralsund.
Diese wurde 1521 an eine andere Person neu vergeben, ebenso das Archidiakonat in Usedom.
Wahrscheinlich war er kurz zuvor gestorben.